# دهنه دره چاشت
دهنه دره چاشت (به لاتین: Dahan-e Darreh Chasht) یک منطقهٔ مسکونی در افغانستان است که در ولایت بامیان واقع شده‌است.